# Mike Pettine
Michael A. Pettine Jr. (Doylestown, 25 settembre 1966) è un ex giocatore di football americano e allenatore di football americano statunitense che ha allenato i Cleveland Browns della National Football League (NFL). Al college giocò a football all'Università della Virginia.

## Carriera come allenatore
Nel 2002 Pettine iniziò la sua carriera come allenatore nella NFL con i Baltimore Ravens come assistente allenatore fino al 2003. Nel 2004 divenne assistente della linea difensiva, infine dal 2005 fino al 2008 fu l'allenatore degli outside linebacker.
Nel 2009 passò nei New York Jets come coordinatore della difesa fino al 2012. Il 9 gennaio 2013 firmò con i Buffalo Bills per lo stesso ruolo.
Il 23 gennaio 2014, Pettine fu assunto come diciottesimo capo-allenatore della storia dei Cleveland Browns. Dopo un bilancio complessivo di 10-22 in due stagioni, il 4 gennaio 2016 fu licenziato.

## Record come capo-allenatore
| Squadra | Anno   | Stagione regolare | Stagione regolare | Stagione regolare | Stagione regolare | Stagione regolare | Playoff | Playoff | Playoff   |
| Squadra | Anno   | Vinte             | Perse             | Pareggiate        | Posizione         | Risultato         | Vinte   | Perse   | Risultato |
| ------- | ------ | ----------------- | ----------------- | ----------------- | ----------------- | ----------------- | ------- | ------- | --------- |
| CLE     | 2014   | 0                 | 0                 | 0                 | AFC North         | -                 | -       | -       | -         |
| Totale  | Totale | 0                 | 0                 | 0                 | -                 | -                 | -       | -       | -         |